# Мацкова Лучка (Лубенский район)
Мацкова Лучка (укр. Мацкова Лучка) — село, Лубенская городская община, Лубенский район, Полтавская область, Украина.
Код КОАТУУ — 5322884002. Население по переписи 2001 года составляло 109 человек.

## Географическое положение
Село Мацкова Лучка находится на правом берегу реки Сула, выше по течению примыкает село Мацковцы, на противоположном берегу — село Березняки. Река в этом месте извилистая, образует лиманы, старицы и заболоченные озёра.

## Экономика
- Молочно-товарная ферма.